# Seulles
Die Seulles ist ein Fluss in Frankreich, der im Département Calvados in der Region Normandie verläuft. Sie entspringt im Gemeindegebiet von Jurques, entwässert generell in nordöstlicher Richtung und mündet nach rund 72 Kilometern in Courseulles-sur-Mer in den Ärmelkanal.
Auf ihrem Weg durchquert die Seulles die Landschaften Pré-Bocage und Bessin.

## Orte am Fluss
- Coulvain
- Anctoville
- Tilly-sur-Seulles
- Esquay-sur-Seulles
- Vienne-en-Bessin
- Creully
- Colombiers-sur-Seulles
- Reviers
- Graye-sur-Mer
- Courseulles-sur-Mer

## Geschichte
Nach der Invasion der alliierten Truppen in der Normandie im Zweiten Weltkrieg (D-Day 6. Juni 1944) war das Tal der Seulles heftig umkämpft. Siehe hierzu Schlacht bei Tilly-sur-Seulles!